# Rezerwat przyrody Uroczysko Koneck
Rezerwat przyrody Uroczysko Koneck – leśny rezerwat przyrody w województwie kujawsko-pomorskim. Powołany w 2007 roku w celu zabezpieczenia i zachowania rzadkich w tej części Polski niżowej zbiorowisk leśnych – kontynentalnego grądu w odmianie kujawskiej, oraz wilgotnej dąbrowy świetlistej z udziałem gatunków chronionych i rzadkich gatunków roślin.
Powierzchnia rezerwatu wynosi 81,23 ha, z czego 55,54 ha znajduje się pod ochroną ścisłą, a 25,69 ha pod ochroną czynną. Rezerwat posiada otulinę o powierzchni 8,79 ha.

## Lokalizacja
Rezerwat „Uroczysko Koneck” położony jest w gminie Koneck w powiecie aleksandrowskim, na obszarze Nadleśnictwa Gniewkowo.